# Hylaeus breviradius
Hylaeus breviradius är en biart som först beskrevs av Joseph Vachal 1901.  Hylaeus breviradius ingår i släktet citronbin, och familjen korttungebin. Inga underarter finns listade i Catalogue of Life.